# Terón

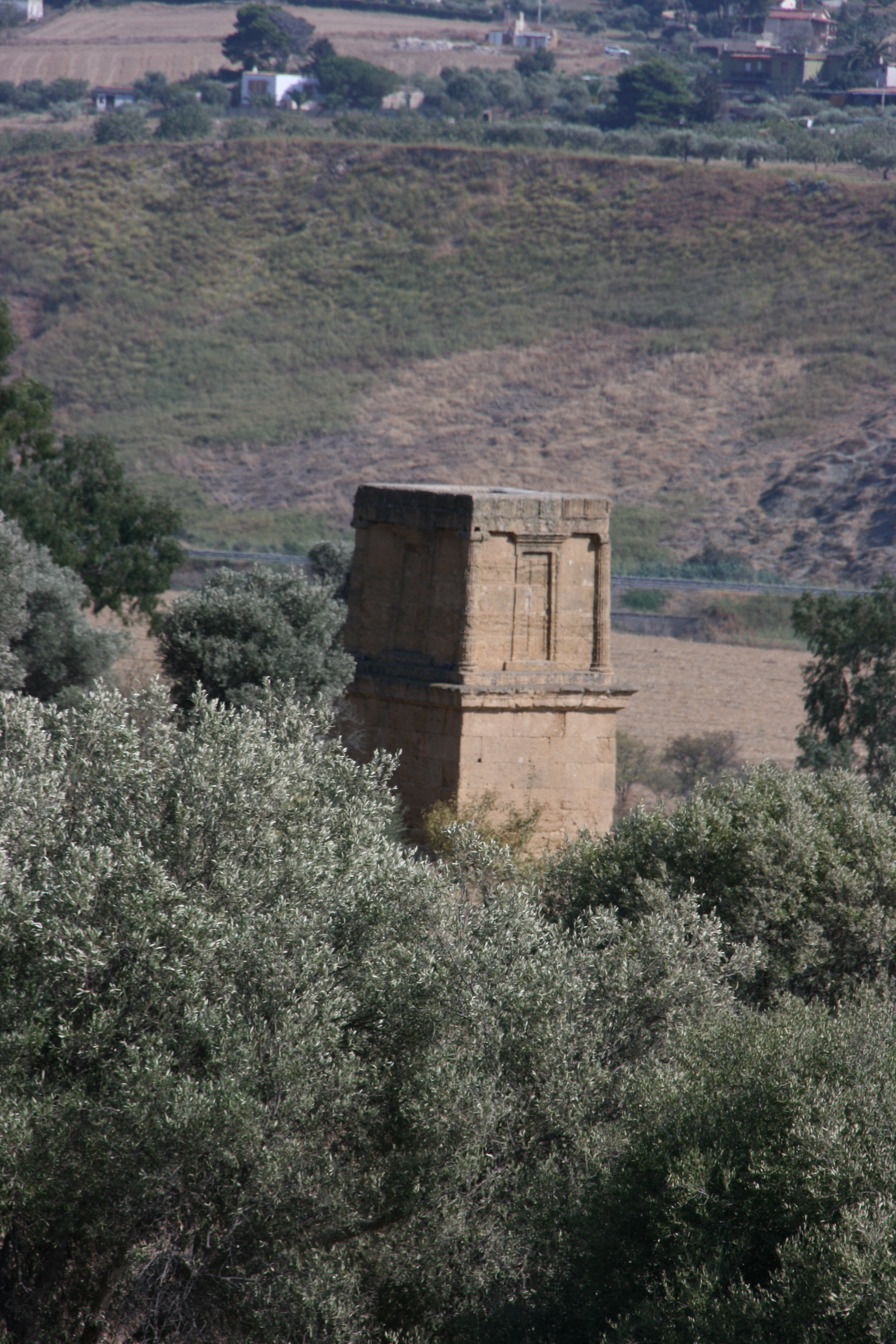
La llamada tumba de Terón, cerca de la Porta Aurea en Agrigento.

Terón fue un tirano griego de la ciudad de Acragante en Sicilia a partir del 488 a. C. y pronto estuvo relacionado con Gelón, quién por esta época tenía una posición fuerte en Gela y a partir del 485 a. C. también de Siracusa. Más tarde Gelón se convirtió en el yerno de Terón.
Terón le hizo la guerra a la ciudad de Selinunte y al tirano de Hímera, llamado Terilo. Por ello Terilo buscó establecer una alianza con Cartago. Terón capturó Hímera pero a su vez fue sitiado en dicha ciudad por un ejército cartaginés, ayudado por Terilo. Terón recibió ayuda de Gelón, quién, en el 480 a. C., obtuvo una gran victoria fuera de las murallas de Hímera, lo que simbolizaba un triunfo sobre el helenismo occidental en una época en que las ciudades griegas ganaron la batalla de Salamina. Bajo el reino de Terón, Acragante junto con Siracusa y Selinunte (que era procartaginesa) formaron una especie de «triunvirato» que dominaría la Sicilia griega de esa época. Terón murió en el 473 a. C. y fue sucedido durante un breve lapso por su hijo Trasideo, antes de que este fuera desplazado por Hierón I, el hermano de Gelón, y Acragante quedara bajo el control de Siracusa.
Terón fue un gran aficionado al arte y, como hombre culto que era, hizo de Acragante una de las más bellas ciudades griegas. El poeta Píndaro estuvo en su corte y le dedicó dos odas olímpicas.